# Феликс Хофман
Феликс Хофман (на немски: Felix Hoffmann) е германски химик, синтезирал диаморфина, известен още като хероин. На него се приписва и синтеза на аспирина.

## Биография
Роден е на 21 януари 1868 година в Лудвигсбург, Германия.  Учи химия в университета в Мюнхен. През 1894 г. постъпва на работа в Bayer, Елберфелд (днес административната област Вупертал).
Работейки в лабораторията на Артур Айхенгрин, Хофман прави най-известното си откритие на 10 август 1897 г. – получава ацетилсалицилова киселина във форма, която е възможна за медицинска употреба. Bayer регистрира ново лекарство под марката аспирин. През същата година Хофман провежда експерименти по ацилирането на морфин, получавайки лекарствен хероин.
Трябва да се отбележи, че и двете вещества са синтезирани за първи път преди Хофман (ацетилсалицилова киселина – от Шарл Жерар през 1853, а хероинът – от Алдер Райт), но Хофман първи ги получава в лекарствена форма.
Умира на 8 февруари 1946 г. на 78-годишна възраст.